# Викелас, Деметриус
Деме́триус (Дими́триос) Вике́лас (греч. Δημήτριος Βικέλας; 15 февраля 1835 — 20 июля 1908) — греческий коммерсант, поэт, переводчик, филолог, первый президент Международного олимпийского комитета (МОК) (1894—1896).

## Ранние годы
Деметриус Викелас родился в городе Эрмуполис на острове Сирос (Греция). Его отец был родом из Константинополя, мать — из Одессы. Рос болезненным ребёнком. Из-за слабого здоровья учился нерегулярно.
В детстве Деметриус часто гостил у родственников в Константинополе, в Таганроге, в Одессе. Увлекался иностранными языками, литературой, искусством, занялся переводами. Отец, торговавший зерном, пытался приобщить сына к бизнесу, но в 1851 году его компания разорилась, и Деметриус в поисках работы отправился в Италию, затем во Францию, а в 17 лет переехал в Лондон, где стал работать в фирме своего дяди, сначала бухгалтером, затем полноправным деловым партнёром. Семейный бизнес приносил хороший доход. В Лондоне Викелас встретился и сдружился с сыном греческого посла Харилаосом Трикуписом, будущим премьер-министром Греции.

## Творчество
Обретя финансовую независимость, Викелас смог заняться любимым делом. Вскоре появились его переводы на греческий язык трагедии Расина «Эстер», «Фауста» Гёте. Также Викелас опубликовал научный трактат «Византия и современная Греция» и сборник «Сказки Эгейского моря». Благодаря своим работам Викелас приобрел большую известность у себя на родине.
В начале 70-х годов Викелас переехал в Париж. В 1877 году издал брошюру «Школа в деревне», где выступил за введение в Греции всеобщего образования. Викелас выступал с лекциями, издавал труды о достижениях древней и современной Греции. Вскоре он стал известен во многих странах Европы.

## Основание Олимпийского движения

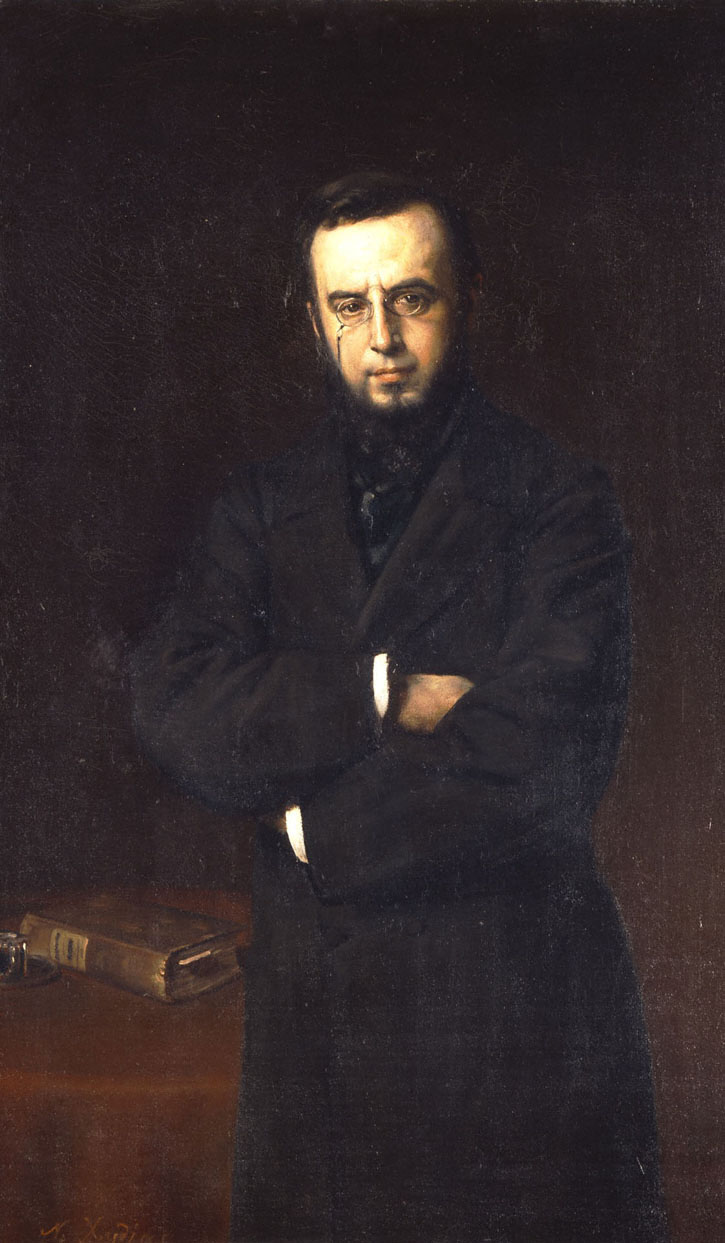
Портрет Димитриса Викеласа работы художника Николаоса Ксидиаса.

В 1894 году Викелас по приглашению своего друга Пьера де Кубертена на созванном им в Париже конгрессе представлял Всегреческий Афинский клуб. Было принято решение об основании современного Олимпийского движения. Викелас выступил с докладом об Олимпийских играх древности, написанным для него одним из соотечественников.
Изначально Кубертен предлагал провести первые новые Олимпийские игры в Париже в 1900 году, но Викелас убедил его и вновь созданный Международный олимпийский комитет, что Игры должны быть проведены в Афинах, что символизировало бы преемственность новых Олимпийских игр древнегреческим. Так как конституция МОК в то время требовала, чтобы президентом комитета являлся представитель страны, принимающей следующие Олимпийские игры, первым президентом МОК был избран Деметриус Викелас. Благодаря личным связям и влиянию Викеласа удалось решить многочисленные проблемы, с которыми столкнулись организаторы Игр.
Организаторы опасались, что в случае ожидания до 1900 года общество утратит интерес к Играм. Поэтому первая Олимпиада состоялась уже в 1896 году и имела большой успех. После её закрытия, Викелас ушёл с поста президента МОК и вернулся к изучению проблем воспитания и образования, которые его всегда интересовали.
Викеласа настолько вдохновил успех Игр в Афинах, что на Втором Олимпийском конгрессе в 1897 году в Гавре он предложил постоянно проводить Олимпийские игры в Греции. Против этого резко высказалось большинство делегатов, включая Кубертена. Викелас отстранился от Олимпийского движения и полностью переключился на реализацию своих творческих замыслов. Так в 1904 году он организовал в Афинах конгресс по вопросам образования.
Последний раз с бывшими коллегами по Международному олимпийскому комитету Викелас увиделся в Брюсселе на III Олимпийском конгрессе, где присутствовал в качестве специально приглашённого гостя.
Деметриус Викелас умер 20 июля 1908 года в Афинах, в возрасте 73 лет.

## Увековечение памяти
- Имя Деметриуса Викеласа носит стадион в его родном городе Гермуполисе. Стадион вмещает 2000 зрителей, в него входят: олимпийский бассейн, футбольное поле и футзал, баскетбольная и волейбольная площадки, четыре теннисных корта, два гимнастических зала, легкоатлетический комплекс и другие объекты.